# Гюльчічек-хатун
Гюльчіче́к-хату́н (тур. Gülçiçek Hatun; осман. گلچیچک خاتون) — наложниця османського султана Мурада I, матір султана Баязида I Блискавичного.

## Біографія
Точних даних про походження Гюльчічек-хатун немає. Ентоні Олдерсон та Хіт Лоурі вважають її грекинею. Недждет Сакаоглу пише про те, що Гюльчічек була «греконародженою жінкою з турецьким ім'ям, невісткою Орхана Газі, дружиною Мурада Хюдавендігяра та матір'ю Йилдирим Баязида». У праці Tarih-i Saf Бостанзаде Ях'ї, який жив у XVII столітті, є такий рядок: «Жінки були дочками стамбульських королів», проте невідомо, чи була Гюльчічек однією з них. Сакаоглу пише, що автор статті про Баязида I в «Ісламській енциклопедії» Мюкримін Халіл Йінанч повідомляє: «Щодо цієї жінки у вакуфних документах згадуються дві дати: 791 та 802 роки за хіджре. Ці вакуфні документи доводять, що вона була грекинею за походженням»;  натомість Йінанч не повідомляє, які саме відомості говорять про походження Гюльчічек.  Сакаоглу також пише, що Алдерсон вважав за можливий правильний варіант імені матері Баязида I Гьокчичек, хоча установчі вакуфні документи називають її саме Гюльчічек;  крім того, надалі деякі представниці султанської сім'ї також мали це ім'я.

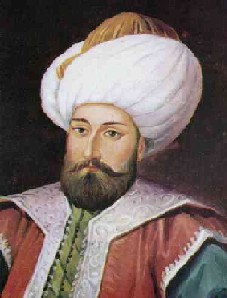
Мурад I, чоловік Гюльчічек-хатун

Гюльчичек потрапила до гарему до 1357 року, оскільки цього року вона народила сина Баязида I. Про її подальшу долю достовірних даних немає: на думку Олдерсона, вона померла імовірно до сходження сина на престол - до 1389;  при цьому Недждет Сакаоглу припускає, що мати Баязида I могла померти і після 1400, і таким чином вона застала правління сина.  Місцем її смерті Сакаоглу називає Бурсу - на той момент вже колишню столицю держави Османів. Мати султана Баязида I була похована у тюрбе в Бурсі; крім Гюльчічек у тюрбе поховано ще троє людей, проте ідентифікувати їх дослідникам не вдалося.
Е. Х. Айверді у своїй книзі «Османська архітектура», посилаючись на роботу Каміля Кепеджіоглу 1370 «Мечеті Бурси», повідомляє, що Гюльчічек пожертвувала велику суму на будівництво месджида Яхші-бея і тюрбе при ньому. Проте достовірно невідомо, чи це була мати Баязида I чи інша жінка на ім'я Гюльчічек.  Найімовірніше, правильно останнє, оскільки Кепеджіоглу називає Гюльчічек дружиною бея Караси Аджлана (пом. прибл. 1325) і матір'ю Яхші-бея, яка після захоплення в 1345 Караса Орханом Газі була доставлена до султанського гарему і вийшла заміж за Мурада I; малоймовірно, щоб Мурад I одружився з вдовою, до того ж незнатного походження. Недждет Сакаоглу припускає, що Гюльчічек могла одружитися в Бурсі вже після смерті Мурада I за представника династії Карасиогуллари і народити від нього сина Яхші.

## Благодійність

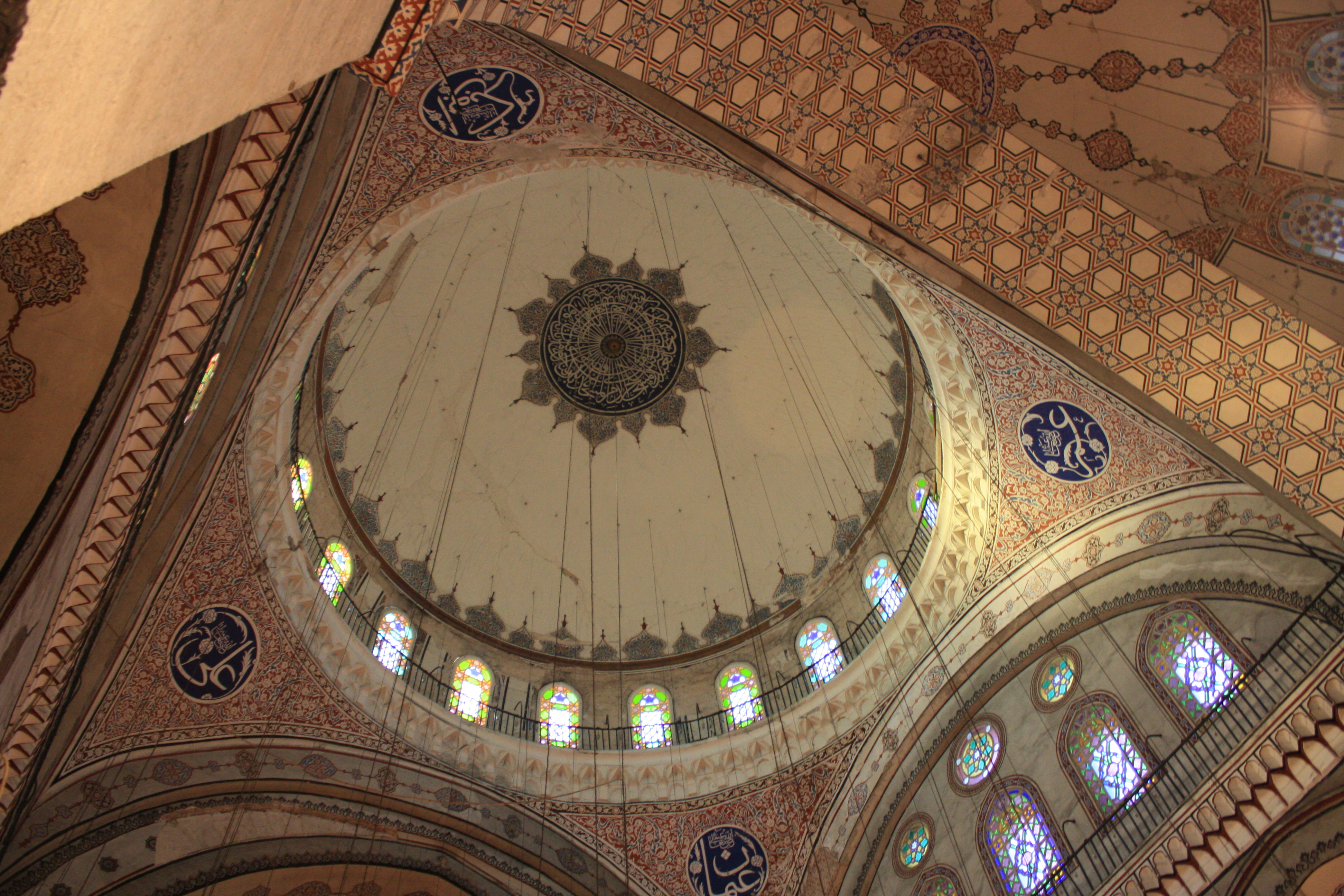
Центральний купол тюрбе в Бурсі

Гюльчічек-хатун активно займалася благодійністю. За її власні кошти і за власною ініціативою Гюльчічек відкрила релігійний благодійний фонд, побудувала мечеть, суфійську обитель, кілька будинків, що належали мечеті, і тюрбе в Бурсі. З усіх будівель тільки тюрбе носило ім'я Гюльчічек.За своє коротке життя Гюльчічек-хатун зробила великий внесок у розвиток культури, зокрема архітектури на початку становлення Османської імперії.